# Ронкур
Ронкур (фр. Roncourt) — коммуна на северо-востоке Франции, регион Гранд-Эст (бывший Эльзас — Шампань — Арденны — Лотарингия), департамент Мозель. Входит в кантон Маранж-Сильванж.

## Географическое положение

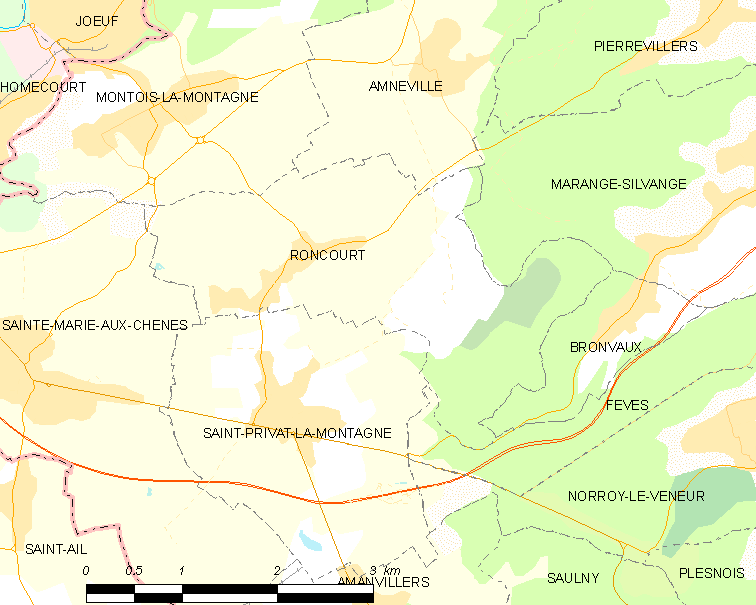
Ронкур на карте Франции.

Ронкур расположен в 280 км к востоку от Парижа и в 14 км к северо-западу от Меца.

## История
- Входил в бывшее герцогство Бар, прево де Брие.

## Демография
По переписи 2011 года в коммуне проживало 900 человек.

## Достопримечательности
- Фортифицированный дом XV века.
- Церковь Сен-Жорж XV века.